# Virolahti
Virolahti (Vederlax in tiếng Thụy Điển) là đô thị cực đông nam của Phần Lan bên biên giới với Nga. Đô thị này nằm ở tỉnh Nam Hà Lan trong vùng Kymenlaakso. Đô thị này có dân số 3.752 (2003) và diện tích 375,35 km² trong đó có 4,13 km² là diện tích mặt nước. Mật độ dân số là 10,1 người trên mỗi km².
Dân đô thị này chỉ sử dụng tiếng Phần Lan
Vaalimaa nằm ở biên giới với Nga, có cửa khẩu biên giới với Nga.
Virolahti đã mất một số khu vực (hơn 100 km²) cho Liên Xô trong hiệp định Paris năm 1947 sau thế chiến II.

## Các làng ở 1939
Các làng có dấu hoa thị (*) hiện thuộc phía Nga một phần hoặc hoàn toàn.
Alapihlaja, *Alaurpala, Eerikkälä, Hailila, Hanski, Hellä (Heligby), Hämeenkylä (Tavastby), Häppilä, Järvenkylä, Kattilainen, *Kiiskilahti, Kirkonkylä, Klamila, Koivuniemi, *Koskela, Koskelanjoki, Kotola, Kurkela, *Laitsalmi, Länsikylä (Flonckarböle), *Martinsaari, Mattila, Mustamaa, Nopala, *Orslahti, *Paatio (Båtö), Pajulahti, *Pajusaari, *Pitkäpaasi, Pyterlahti, Ravijoki, Ravijärvi, Reinikkala, Rännänen (Grennäs), Sydänkylä (Kallfjärd), Säkäjärvi, Tiilikkala, Vaalimaa (Vaderma), Vilkkilä, Virojoki, Yläpihlaja, *Yläurpala (nay là Torfjanovka)

## Nhân vật nổi bật quê Virolahti
- Uuno Klami, nhạc sĩ
- Johannes Takanen, nhà điêu khắc